# Fabian Müller (Komponist)

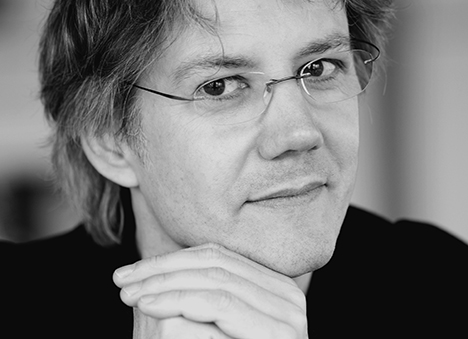
Fabian Müller (2014)

Fabian Müller (* 1964 in Zürich) ist ein Schweizer Komponist.

## Leben
Fabian Müller stammt ursprünglich aus Lengau im Aargau und wuchs in Zürich als Sohn von Peter und Hella Müller-Heuer (Tochter des Sprachpflegers Walter Heuer) auf. Er studierte Cello bei Claude Starck und Komposition bei Josef Haselbach am Konservatorium Zürich. Nach dem Abschluss nahm er vier Jahre an den Sommerkursen des Aspen Music Festivals in Colorado teil. Dort studierte er Komposition bei Jacob Druckman, Bernard Rands und George Tsontakis.
Massgeblich gefördert wurde Fabian Müller durch David Zinman, der mit dem Philharmonia Orchestra London 2002 eine Portrait-CD eingespielt hat. Eine weitere Aufnahme mit Kammermusik für Streicher erschien 2004 mit dem Petersen Quartett. Müllers Werke werden international von namhaften Orchestern und Ensembles gespielt und erklangen in Sälen wie der Carnegie Hall in New York, der Berliner Philharmonie, der Tonhalle Zürich, dem KKL Luzern, der Philharmonie St. Petersburg oder dem Teatro Colón. Auftragswerke schrieb er für das Lucerne Festival, die Interlakner Musikfestwochen oder die Vestfold Festspillene in Norwegen. Seine Werke kamen zur Aufführung beim Festival La Chaise Dieux in Frankreich, beim Aspen Music Festival in Colorado oder beim Festival Internacional de Ushuaia in Argentinien.
Nebst seiner Tätigkeit als Komponist interessiert sich Fabian Müller vor allem für Musikethnologie. Von 1991 bis 2002 arbeitete er an der Herausgabe der Hanny-Christen-Sammlung, einer zehnbändigen Schweizer Volksmusik-Anthologie mit über 10’000 Melodien aus dem 19. und 20. Jahrhundert. 2006 initiierte er das nationale Kompetenzzentrum «Haus der Volksmusik» in Altdorf. Als Instrumentalist am Cello war er an Paul Gigers Projekt Neue Original Appenzeller Streichmusik (2002) beteiligt.
Während der Studienzeit in Zürich lernte er seine Frau, die taiwanisch-schweizerische Cellistin Pi-Chin Chien, kennen. Für sie schrieb er zahlreiche konzertante wie kammermusikalische Werke für Violoncello. Das Paar lebt in der Schweiz, blieb Taiwan jedoch verbunden, familiär wie durch eine regelmässige Konzerttätigkeit.

## Werke
Zu Müllers aktuellen Werken gehört die Oper Eiger nach einem Libretto von Tim Krohn im Auftrag des TOBS Theater Orchester Biel Solothurn sowie ein Konzert für Heckelphon und Orchester für den Schweizer Oboisten Martin Frutiger. Weitere kürzlich geschriebene Werke sind Canto für das Zürcher Kammerorchester ZKO sowie für Evelyn Glennie ein Konzert für Vibraphon und Orchester und Clatterclank für Kleine Trommel und Streichorchester. Zu den Werken der letzten Jahre gehören auch die Cello-Sonate Nr. 2 und Dialogues Cellestes, ein Doppel-Konzert für zwei Violoncelli und Orchester im Auftrag des Cellisten Antonio Meneses, sowie das Concerto per Klee, eine Hommage an Paul Klee, für Solocello und Kammerorchester für Steven Isserlis.

## Preise & Auszeichnungen
- 1996: Jacob Druckman Award for Orchestral Composition (Kompositionspreis des Aspen Music Festivals)
- 2006: Auszeichnung des Kantons Zürich
- 2012: Kunstpreis Zollikon
- 2016: Nomination zum Schweizer Musikpreis
- 2021: Rimbaud für Filmmusik (Festival «Les Rimbaud du Cinema», Paris)
- 2021: Preis für beste Filmmusik (SMR13, 6ème Festival International du Film Indépendant)
- 2024: Opus Klassik 2024 – Nomination «Komponist des Jahres»

## Werkverzeichnis

### Orchesterwerke
- «Mutter Erde» (大地之母) für grosses Orchester (2022) im Auftrag des One Song Orchestra (灣聲樂團); Leitung Che-yi Lee
- «La Folia-Variationen» für grosses Orchester (2016) UA: 3. Juni 2017; Taiwan, Tainan Shinyin Culture Centre; Symphony-Orchester der Tainan National University of Arts; Kai-Hsi Fan
- «abendsfrüh» Intermezzo für Orchester (2010) UA: 12. Januar 2011; Bern, Kultur-Casino; Neues Zürcher Orchester; Martin Studer-Müller
- Konzert für Orchester (2007/2008) UA: 26. April 2009; Bern, Kultur-Casino; Österreichisch-Ungarische Haydn-Philharmonie, Leitung: Christopher Hogwood; Auftragswerk Jubiläum der Klubhaus-Konzerte 2009
- Taranis (2006) für grosses Symphonie-Orchester, in einem Satz UA: 19. November 2008; La Chaux-de-Fonds, Salle de Musique; Berner Symphonie Orchester, Leitung: Dmitry Liss
- Eiger (2004)  UA: 27. August 2004; Interlakner Musikfestwochen; Lettisches National-Symphonieorchester, Leitung: Andris Nelsons
- Balada y Bulerias (2003) UA: 2. Mai 2005; Philharmonie St. Petersburg; Akademisches Symphonie-Orchester St. Petersburg, Leitung: Marc Andreae
- Gayatri-Rhapsodie (1997) UA: 3. Dezember 2004; Tonhalle Zürich; Tonhalle-Orchester Zürich, Leitung: Peter Oundjian
- Intrada (1997) UA 1. Mai 2006; Festival Ushuaia, Argentinien; Dvorak Sinfonie Orchester (Prag), Leitung: Claude Villaret

### Solokonzerte
- Konzert für Heckelphon und Orchester (2020), Martin Frutiger gewidmet
- Konzert für Panflöte und Orchester (2017) UA: Konzil Konstanz; Urban Frey, Panflöte, Südwestdeutsche Philharmonie Konstanz, Leitung: Ari Rasilainen
- Concertino für Klavier zu 4 Händen, Violoncello und Streichorchester UA: Duo Vilma & Daniel Zbinden, Pi-Chin Chien, VDO Kammerorchester, Leitung Jonas Janulevicus
- Konzert für Vibraphon und Orchester (2014) UA: 7. Oktober 2014; Tonhalle Zürich; Evelyn Glennie, Weinberger Kammerorchester unter der Leitung von Gábor Takács-Nagy
- Clatterclank für Kleine Trommel und Streichorchester (2014) (Hommage an Jean Tinguely); UA: 7. Oktober 2014; Tonhalle Zürich; Evelyn Glennie, Weinberger Kammerorchester unter der Leitung von: Gábor Takács-Nagy
- «Sirimadi» Konzertstück für Violoncello und Orchester (2011) UA: 1. Juni 2012; Bangkok, Music Auditorium (MACM Hall); Pi-Chin Chien, Violoncello, Thailand Philharmonic Orchestra, Leitung: Claude Villaret; (Programm-Musik inspiriert durch die thailändisch-buddhistische Erzählung über die Königin Sirimadi. Auftrag zum Jubiläum «80 Jahre diplomatische Beziehung Schweiz Thailand»).
- «Dialogues Cellestes», Konzert für 2 Violoncelli und Orchester (2009) UA: 18. Februar 2011; Bangkok, Music Auditorium (MACM Hall); Solisten: Antonio Meneses & Pi-Chin Chien, Violoncello, Thailand Philharmonic Orchestra, Leitung: Claude Villaret
- «Concerto per Klee» für Violoncello und Kammerorchester (2007) UA: 23. August 2007; Zentrum Paul Klee, Bern; Steven Isserlis, Violoncello, Weinberger Kammerorchester, Leitung: Gábor Takács-Nagy
- «Lied des Einsamen» für Saxophon und Streichorchester (2005); Hommage für Dag Hammarskjöld UA: 30. März 2007; Internationales Saxophon Festival, Theater Stettin, Polen; Harry White, Alt-Saxophon, Philharmonisches Orchester Stettin
- Konzert für Klavier und Streichorchester (2005) UA: 23. Juli 2008; Domleschger Sommerkonzerte; Solist: Adrian Oetiker, Bündner Kammerphilharmonie, Leitung: Marcus Bosch
- Suite für Violoncello und Streichorchester (2004) UA: 17. Mai 2004; National Concert Hall, Taipei, Taiwan; Pi-Chin Chien, Violoncello, Academy of Taiwan String
- Konzert für Violoncello und Orchester (1999) CD-Einspielung 2002; Pi-Chin Chien, Violoncello, Philharmonia Orchestra, London, Leitung: David Zinman
- Konzert für Violine und Orchester (1993) UA: 14. März 1997; Philharmonisches Orchester Posen (Polen), Solist: Tomasz Tomaszewski, Leitung: Marc Andreae.

### Orchesterlieder
- «Am Anfang» – Drei Versuche die Welt zu erfinden, für Sopran, Streichorchester und Cembalo (2010); Vertonungen von Texten von Tim Krohn UA: Lutherse Kerk, Holland; Barockensemble „De Swaen“, Amsterdam
- «Nachtgesänge» für Mezzo-Sopran und Orchester (1999); nach Gedichten von Hermann Hesse UA: 12. Januar 2001; Tonhalle Zürich; Malena Ernman, Mezzo-Sopran, Tonhalle-Orchester Zürich, Leitung: David Zinman

### Streichorchester
- «Canto» für Streichorchester (2015) UA: 1. März 2016; Tonhalle Zürich; Zürcher Kammerorchester
- «La Folia-Variationen» für Streichorchester (2014) UA: 20. Juni 2015; Kammerorchester La Folia
- «Pentaptychon» - Fünf alpine Bilder für Streichorchester (2015) UA: 18. September 2015; Kammerorchester65; Alexandre Clerc, Leitung
- «Ein Berner namens...» Humoristische Zugabe für Streichorchester (2012) UA: 1. September 2012; Stadttheater Bern; Camerata Bern
- Weinberger Divertimento (2008) UA: 23. August 2008; Rainhalle, Rieden, St. Gallen; Weinberger Kammerorchester, Leitung: Gábor Takács-Nagy
- Vokalise (2006) UA: 8. Februar 2007 St. Peter, Zürich; Helvetica Kammerorchester, Leitung: Alexandre Clerc
- Labyrinth (2005) UA: Oktober 2005; USA-Tournee; Zürcher Kammerorchester, Leitung: Howard Griffiths
- Rhapsodie für Streichorchester (1990) UA: 26. Juli 1991; Bielersee Festival; Nordböhmische Philharmonie, Leitung: Jost Meier

### Kammermusik (Auswahl)
- Zwiegespräch – Musikalische Reflexion zur Kantate «Liebster Jesu, mein Verlangen» BWV 20 von J. S. Bach. UA: 20. Januar 2017; Reformierte Kirche Trogen AR; Pi-Chin Chien (Violoncello), Bernhard Röthlisberger (Klarinette)[1]
- Sonate für Violoncello und Klavier Nr. 3 (2013) UA: 13. Juli 2013; Taiwan, Kaoshiung; Pi-Chin Chien, Violoncello, Bernhard Parz, Klavier
- Sonate für Bratsche und Klavier (2012) UA: 31. Mai 2012; USA, Rochester NY, 40th International Viola Congress, Eastman School of Music; Viacheslav Dinerchtein, Viola
- The mysterious Mr. Harley Quin, für Violine, Viola und Klavier (2011) UA: 25. Juni 2011; Festival «Cully Classique»; Martyn Jackson, Violine, Andrii Malakhov, Viola und Joaquim Carr, Klavier
- Streichquartett Nr. 3, «Über die Zeit» (2011) UA: 27. Mai 2011; Basel, Stadt Casino, Hans Huber Saal; Nathan Quartett
- Streichquartett Nr. 4, «1 für 4, 4 für 1» (2011) UA: 19. Oktober 2014; Bern; Carmina Quartett
- Sonate für Violoncello und Klavier Nr. 2 (2011) UA: 25. Februar 2013; Cremona; Antonio Meneses, Violoncello, Olga Zadorozhniuk, Klavier
- «Munchs Traum(a)» für Violine solo (2010) UA: 5. Juni 2010;  Vestfold International Festival 2010, Norwegen; Henning Kraggerud, Violine
- Streichquartett Nr. 2, «Das Helvetische» (2010) UA: 26. Januar 2011; Stadthaus Winterthur; Carmina Quartett
- Duo für Violoncello und Gitarre (2009) UA: 27. Oktober 2009; Zürich; Mattia Zappa, Violoncello, Admir Doçi, Gitarre
- Harlekin-Fantasie für Klarinette und Streichquartett (2003) UA: 25. April 2004; Schloss Lenzburg; Lux Brahn, Klarinette, Sarastro Quartett
- Duo für Violine und Violoncello (2002) UA: 9. Mai 2004; Kongresshaus Zürich; Tomasz Tomaszewski, Violine, Pi-Chin Chien, Violoncello
- Streichquartett Nr. 1 (2001) UA: 25. April 2004; Schloss Lenzburg; Sarastro Quartett
- Saxophonquartett (2000) UA: 29. August 2001; Raschèr Saxophone Quartet
- Streichtrio (1997) UA: Tonhalle Zürich; Zürcher Streichtrio

### Bühnenwerke
- «Eiger» Oper in einem Akt (2019/20); nach einem Libretto von Tim Krohn UA: 17. Dezember 2021; Theater Orchester Biel Solothurn TOBS; Barbara-David Brüesch, Regie; Alain Rappaport, Bühnenbild; Musikalische Leitung: Kaspar Zehnder
- «Heidi und das Weihnachtswunder» (Heidi feiert Weihnachten) Oper für die ganze Familie in einem Akt (22/23); nach einem Libretto von Tim Krohn UA: 1. Dezember 2023; Theater Orchester Biel Solothurn TOBS; Anna Drescher, Regie; Tatjana Ivschina, Bühnenbild; Musikalische Leitung: Kaspar Zehnder
- «Der letzte Ta...kt» Kurzoper (2009); nach einem Libretto von Peter Zeindler UA: 17. Oktober 2019; Kammertheater Stok, Zürich; Oper im Knopfloch

### Transkriptionen (Auswahl)
- Nikolai Rimski-Korsakow: Scheherazade Op.35 für Klarinette, Fagott, Horn in F und Streichquintett
- 20 Lied-Transkriptionen für Klarinette und Streichorchester von Mozart, Schubert, Schumann, Brahms und Grieg. UA: 15. Oktober 2013; Radio Studio Zürich; Fabio Di Càsola, Klarinette; Zürcher Kammerorchester, Leitung: Willi Zimmermann
- Johan S. Svendsen: Romanze, Op. 26 für Streichquintett (2013). UA: 22. Mai 2013; Schloss Lenzburg, Festival «Lenzburgiade», Engegård Quartett (Norwegen)
- Paul Juon: Suite op. 89, für Violine, Violoncello und Streichorchester (2013) (orig. Klaviertrio). UA: 27. November 2013; National Concert Hall, Taipei; Tan Chen, Violine, Pi-Chin Chien, Violoncello, Academy of Taiwan Strings
- Schubert: 7 Lieder, arrangiert für Sopran und Streichorchester (2009). UA: 5. September 2009; Sandra Trattnigg, Sopran, Weinberger Kammerorchester, Leitung: Gábor Takács-Nagy
- Mendelssohn: Sommernachtstraum, Scherzo für Streichorchester (2007).
- Niccolò Paganini: Moto perpetuo Op. 11 für Streichorchester (2006).
- Max Bruch: Schwedische Tänze für Violine und Streichorchester (1992) (orig. Violine & Klavier).

### Filmmusik
- Ski Heil - Die zwei Bretter, die die Welt bedeuten von Richard Rossmann (Österreich, 2009)
- A Letter to A'ma von Hui-Ling Chen (Taiwan, 2021)

## Diskographie
- 2025: «String Quartets No. 2-4» Streichquartett Nr. 2 «Das Helvetische» (2010), Streichquartett Nr. 3 «Über die Zeit» (2010/11) Streichquartett Nr. 4 «1 für 4, 4 für 1» (2011); Galatea Quartett (ARS Produktion)
- 2024: «Uncommon Concertos» Konzert für Panflöte und Orchester (2017), Konzert für Heckenphon und Orchester (2020), Taranis (2006); Hanspeter Oggier, Panflöte, Martin Frutiger, Heckenphon, ROYAL CZECH SYMPHONIA Hradec Králové, Kaspar Zehnder (ARS Produktion)
- 2020: «Strings on the Move» Concertino für piano 4 hands, cello and string orchestra; Pi-Chin Chien, violoncello, Piano Duo Zbinden, Klaipeda Chamber Orchestra (Estonian Recording Production ERP)
- 2019: «Tea for Two Cellos» Pi-Chin Chien & Fabian Müller, violoncello, Solo Musica
- 2016: «Am Anfang - Drei Versuche die Welt zu erfinden»; Christiane Boesiger, Sopran, Zurich Ensemble (ARS Produktion)
- 2015: «Concerto per Klee» for Violoncello and String orchestra & 2 horns; Pi-Chin Chien, violoncello, Georgisches Kammerorchester Ingolstadt, Ruben Gazarian (ARS Produktion)
- 2014: «Taiwan Rhapsody» and «Six Taiwanese Songs», romantic musical settings for cello and orchestra; Pi-Chin Chien, violoncello, Royal Philharmonic Orchestra, Wen-Pin Chien, Sony Classical
- 2013: Portrait-CD: Eiger (2004), Konzert für Orchester (2007/08), «Dialogues Cellestes», Antonio Meneses & Pi-Chin Chien, Violoncello, Royal Philharmonic Orchestra, Claude Villaret (ARS Produktion)
- 2013: "Munchs Traum(a) für Violine Solo (2010), Henning Kraggerud, Violine, SIMAX Classics
- 2007: Suite für Violoncello und Klavier, Sonate für Violoncello und Klavier, Othmar Schoeck: Sechs Lieder für Violoncello und Klavier Op. 6. Pi-Chin Chien Violoncello, Adrian Oetiker, Klavier, Musiques Suisses
- 2006: Portrait-CD; Klavierkonzert, Labyrinth, Suite für Violoncello und Streichorchester, «Lied des Einsamen», Pi-Chin Chien, Violoncello, Adrian Oetiker, Klavier, Harry White, Saxophon, Zürcher Kammerorchester, Ruben Gazarian; Musiques Suisses
- 2004: Kammermusik für Streicher; Petersen Quartett; Tomasz Tomaszewski, Violine; Pi-Chin Chien, Violoncello; Andreas Wylezol, Kontrabass; «20th Century Portraits», Capriccio
- 2003: Fünf Intermezzi für Alt-Saxophon, Harry White, Saxophon; Deutsche Grammophon
- 2002: Portrait-CD; «Nachtgesänge», Cellokonzert 1999, Intrada, Gayatri-Rhapsody; Malena Ernman, Mezzo-Sopran; Pi-Chin Chien, Violoncello; Philharmonia Orchestra, London; David Zinman col legno
- 1995: Violinkonzert (1993), Suite Vaudoise, Rhapsodie für Streichorchester, «Nachtgesänge»; MDS Classics